# 제21집단군
제21집단군(21st Army Group)은 제2차 세계 대전의 유럽 전구에서 활약한 연합군의 야전군이다.

## 역사
1943년 7월 런던에서 설립되었다. 이 부대를 구성하는 주요 부대가 영국 제2군과 제1캐나다군이었다. 이들은 연합국 원정군 최고사령부 소속 집단군으로, 오버로드 작전을 맡았다. 제21집단군은 오드프랑스, 베네룩스와 독일에서 활동했다.
1945년에 독일이 항복한 뒤, 영국 독일 점령영국 본부로 개편되었고, 8월 25일에 주라인 영국 육군(BAOR)으로 재편성되었다.

## 지휘관
| # | 사진 | 계급 성명                                     | 시작일     | 종료일           | 참고  |
| - | ---- | --------------------------------------------- | ---------- | ---------------- | ----- |
| 1 |      | 대장 Bernard Paget 버나드 퍼젯[*] 경          | 1943년 6월 | 1943년 12월 31일 | [ 1 ] |
| 2 |      | 대장 Bernard Montgomery 버나드 몽고메리[*] 경 | 1944년 1월 | 1945년 8월 25일  | [ 2 ] |

## 1944년-1945년 전투 서열

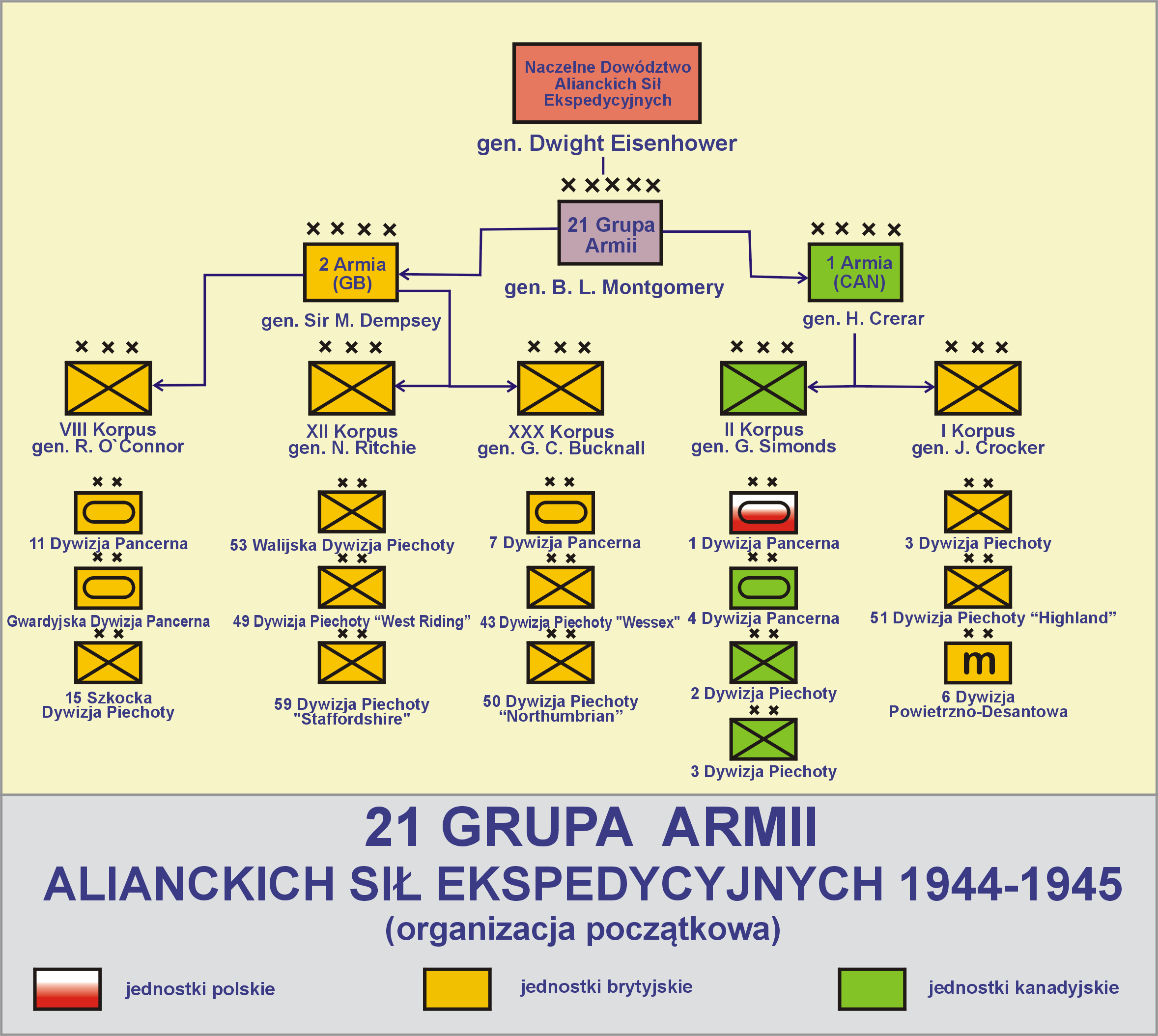
1944년-1945년 전투 서열 (폴란드어)

| - 영국 제2군 - 제8(VIII)군단 - 근위기갑사단 - 제11기갑사단 - 제15스코티시 보병사단 - 제12(XII)군단 - 제53웰시 보병사단 - 제49웨스트라이딩 사단 - 제59스테포드셔 사단 - 제30(XXX)군단 - 제7기갑사단 - 제43웨식스 보병사단 - 제50노섬브리안 보병사단 | - 제1캐나다군 - 제2(I)캐나다군단 - 폴란드 제1기갑사단 - 제2캐나다보병사단 - 제3캐나다보병사단 - 제4캐나다기갑사단 - 영국 제1(I)군단 - 영국 제3보병사단 - 제51하이랜드 사단 - 영국 제6사단 |

### 미군부대 배속
1. 마켓 가든 작전 동안에서 제1연합공수군에 미국 제82, 101공수사단이 배속되었다.
2. 페즌트 작전 동안 영국 제1(I)군단에 미국 제104보병사단이 증원되었다.
3. 벌지 전투 동안, 벌지 북부의 미국 제1, 9군이 제21군집단의 통제를 받았다.
4. 라인으로 진격(베리테이블 작전, 그레네이드 작전)하는 동안, 라인강(플런더 작전)을 건너 포위하는 루러 포위망 전투 동안 미국 제9군이 제21군집단과 함께 했다.
5. 미국 제17공수사단이 버시티 작전에 참전하였다.
6. 클리퍼 작전에서 영국 제30(XXX)군단에 미국 제제84보병사단이 임시 배속되었다.

## 기록

### 계보
- 1943년 7월, 21st Army Group→제21군집단

### 참전
- 오버로드 작전
- 마켓 가든 작전
- 벌지 전투
- 라인 전역
  - 베리테이블 작전
  - 그레네이드 작전
  - 플런더 작전
  - 루러 포위망
- 클리퍼 작전

## 참고
1. ↑  Bernard Paget Liddell Hart Centre for Military Archives
2. ↑  Montgomery and "colossal cracks": the 21st Army Group in northwest Europe By Stephen Hart, p.8